# Hans Schreiber (Politiker, 1896)
Hans Schreiber (* 26. November 1896 in Berlin; † nach 1943) war ein deutscher Bootsbauer, Politiker (NSDAP) und Präsident des Gauarbeitsamtes Ostpreußen.

## Leben
Schreiber besuchte 1905 bis März 1913 die Volksschule und die Oberrealschule, die er mit der Primareife verließ. Danach machte er eine Ausbildung in der Automobilbranche. 1914 war er Kriegsfreiwilliger. 1917 bis 1918 war er Führer eines MG-Zuges und schied 1918 als Leutnant d. R. aus dem Kriegsdienst aus. 1919 bis 1933 arbeitete er als selbstständiger Landwirt (60 Morgen) bei Lötzen (Ostpreußen). Daneben machte er 1920 bis 1924 eine Lehre in einer Bootsbauer- und Schiffszimmermannswerkstatt. 1924 legte er die Gesellen- und 1928 die Meisterprüfung ab. Danach war er für kurze Zeit Inhaber einer Bootsbauer- und Schiffszimmermannswerkstatt.
Nach der Machtergreifung der Nationalsozialisten war er 1933 bis zum 31. August 1943 Treuhänder der Arbeit für Ostpreußen. Nach 1941 war er zeitweise Leiter der Abteilung Arbeit und Soziales beim Reichskommissar für die Ukraine. Ab dem 1. September 1943 war er Präsident des Gauarbeitsamtes Ostpreußen in Königsberg.

## Politik
Schreiber war 1920 bis 1922 Mitglied des Deutschvölkischen Schutz- und Trutzbundes. Danach trat er der DVFP und 1930 der NSDAP bei. In der NSDAP war er Ortsgruppenleiter, dann Kreisleiter und Gauredner. Er war Fraktionsvorsitzender der NSDAP in der Ostpreußischen Landwirtschaftskammer und 1933 Fraktionsvorsitzender der NSDAP im Provinziallandtag der Provinz Ostpreußen. Er gehörte weiterhin 1933 dem Preußischen Staatsrat an.